# Villamoratiel de las Matas
Villamoratiel de las Matas – gmina w Hiszpanii, w prowincji León, w Kastylii i León, o powierzchni 37,23 km². W 2011 roku gmina liczyła 156 mieszkańców.